# Gerbillus agag
Gerbillus agag је врста глодара из породице мишева.

## Распрострањење
Ареал врсте покрива средњи број држава. Врста је присутна у Судану, са непотврђеним репортима из Малија, Нигера, Нигерије, Кеније и Чада.

## Угроженост
Подаци о распрострањености ове врсте су недовољни.